# Ulrika Bengts
Ulrika Bengts est une réalisatrice finlandaise suédophone née en 1962.

## Filmographie partielle
- 1993 : Goodbye Gibraltar
- 1995 : Diktonius – Ord lever!
- 1995 : Kaupunkisinfonia
- 1999 : The Bridge to Lelle
- 2002 : Now You're Hamlet
- 2004 : Fling
- 2004 : Käglan – TV
- 2004 : Soffan – TV
- 2004 : Kometen
- 2010 : Avsked
- 2010 : Innan det vita – TV
- 2011 : Iris
- 2013 : Lärjungen – (Disciple (film) (en))

## Participation aux festivals
- Festival des films du monde 2013
- Festival international du film d'Arras